# Kisrépény
Kisrépény (1899-ig Nezsetteripény, szlovákul Malé Ripňany) község Szlovákiában, a Nyitrai kerület Nagytapolcsányi járásában. Nezséte és Kisrippény egyesítésével jött létre.

## Fekvése
Nagytapolcsánytól 18 km-re délnyugatra fekszik.

## Története
A község területén ősidők óta laknak emberek. Az első emberi település az újkőkorból származik, de megtalálták a bronzkor, a hallstatti kultúra, valamint a római-barbár korszak településének nyomait is.
Répényt 1156-ban említik először, Nagytapolcsány várának uradalmához tartozott. Kisrépény 1390-ben "Kysrepen" alakban bukkan fel. 1599-ben felégette a török. A 17. és 18. században a Justh, a Kosztolányi és Prónay családok birtoka. 1598-ban ismét felégette a török. 1715-ben 12 háza volt. 1787-ben 25 házában 155 lakos élt. 1828-ban 33 háza volt 228 lakossal. A 19. századtól a Stummer család tulajdonában találjuk. 1894-ben nagy tűzvész pusztított a községben. Lakói főként mezőgazdasággal foglalkoztak.
Vályi András szerint "Kis Rippeny, Nagy Rippeny. Két tót falu Nyitra Várm. földes Uraik Gr. Berényi, és több Uraságok, Kis Rippeny, Nagy Rippenynek filiája, lakosai katolikusok, fekszenek N. Bodokhoz mintegy 3/4 mértföldnyire; N. Rippenynek postája, és ispotállya is van, földgyeik, réttyeik jó termékenységűek; Kis Rippennek ugyan legelője szoros, és fája nints, de amannak vagyon."
Fényes Elek geográfiai szótárában "Kis-Rippény, (Male Ripnyán), tót falu, Nyitra vármegyében, 194 katholikus, 2 evang. 34 zsidó lak. F. u. többen. Ut. p. Nagy-Rippény."  Archiválva 2007. szeptember 27-i dátummal a Wayback Machine-ben
Az 1903-ban beleolvadt Nezsete falut 1330-ban "Nesite" alakban említik. Szintén a nagytapolcsányi váruradalom tartozéka volt. 1571-től a Rhody család birtoka. Szőlőskertje van. Az egyesített községet egykor Nezsetteripénynek hívták. A két községből egyesült falu később egyik részének nevét kapta vissza.
A trianoni békeszerződésig Nyitra vármegye Nagytapolcsányi járásához tartozott.

## Népessége
| Év:            | 1994. | 2004.   | 2014.   | 2024.   |
| -------------- | ----- | ------- | ------- | ------- |
| Emberek száma: | 490   | 525     | 550     | 551     |
| Eltérés:       |       | +7,14 % | +4,76 % | +0,18 % |

| Év:            | 2023. | 2024.   |
| -------------- | ----- | ------- |
| Emberek száma: | 553   | 551     |
| Eltérés:       |       | -0,36 % |

1900-ban 178 lakosa volt.
1910-ben 451, többségben szlovák lakosa volt, jelentős magyar kisebbséggel.
2001-ben 510 lakosából 507 szlovák volt.
2011-ben 547 lakosából 541 szlovák.

## Nevezetességei
- Páduai Szent Antal tiszteletére szentelt római katolikus temploma 1800-ban épült.

## Külső hivatkozások
- Hivatalos oldal[halott link]
- Községinfó
- Kisrépény Szlovákia térképén